# Priorato (vino)

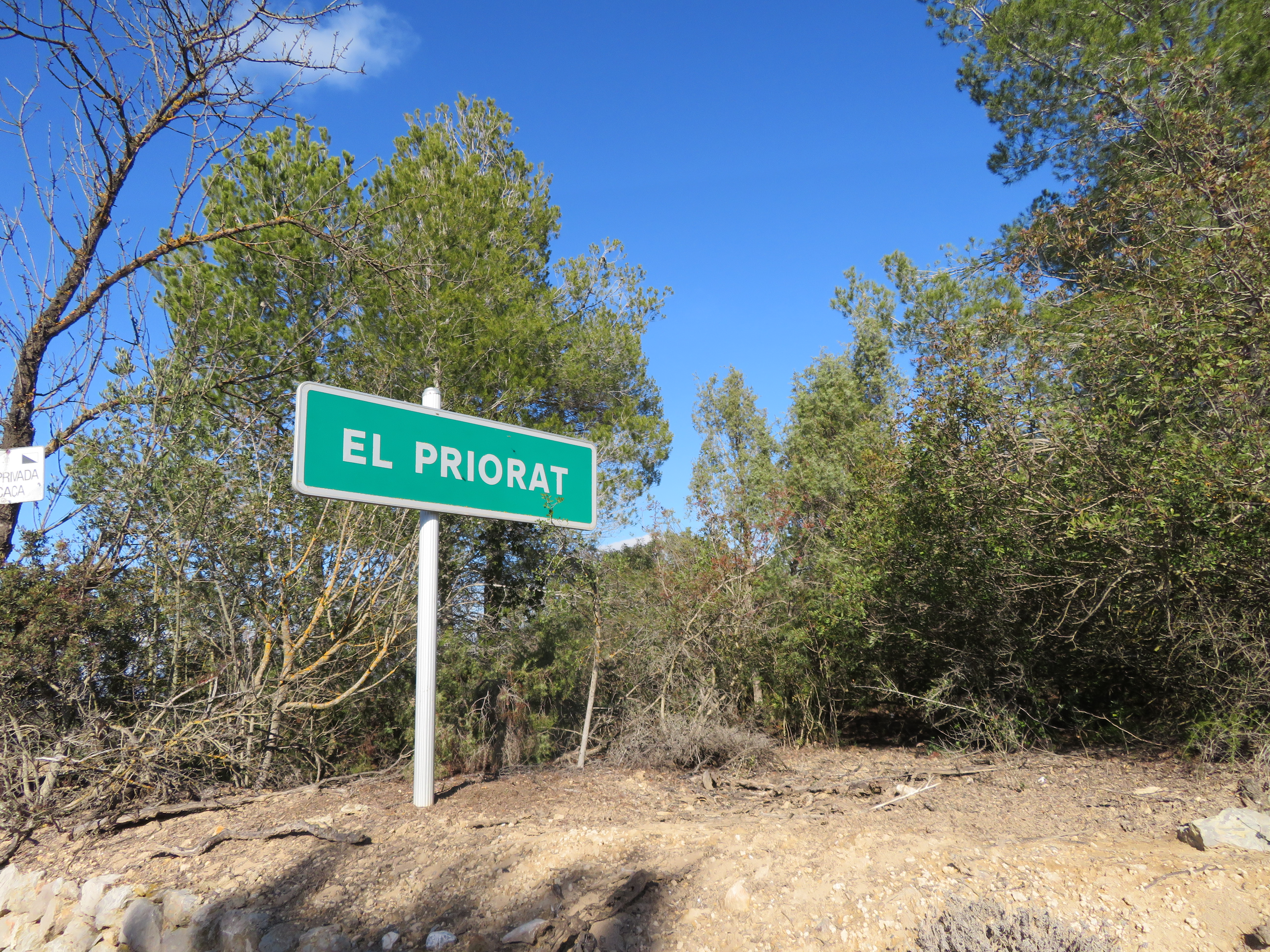
Comarca El Priorat (Tarragona)

Priorato (in catalano, Priorat) è un vino spagnolo di denominazione di origine della provincia di Tarragona, nonché di denominazione di origine qualificata.
Il vitigno cresce su terreni d'ardesia chiamati "llicorelles" e viene coltivato a terrazzamenti.

## Uva
- Garnacha Tinta
- Garnacha Peluda
- Cariñena
- Cabernet Sauvignon
- Syrah